# Dieter Dangrieß
Dieter Dangrieß (* 24. März 1940 in Jahnshain) ist ein ehemaliger Generalmajor des Ministeriums für Staatssicherheit (MfS) der DDR. Er war von 1988 bis 1989 Bezirksverwaltungsleiter des MfS im Bezirk Gera.

## Leben
Dangrieß, Sohn eines Arbeiters, ging nach dem Abschluss des Abiturs 1958 zum MfS und wurde in der Kreisdienststelle in Glauchau eingestellt. Im selben Jahr trat er in die SED ein.
1961/62 absolvierte er einen einjährigen Lehrgang an der Hochschule des MfS (JHS) in Potsdam-Eiche. 1965 wurde er in die Abteilung II, zuständig für Spionageabwehr, versetzt. 1966 wechselte er zur Abteilung Anleitung und Kontrolle der Bezirksverwaltung im Bezirk Karl-Marx-Stadt des MfS.
Von 1967 bis 1972 absolvierte Dangrieß ein Fernstudium an der JHS und wurde Diplom-Jurist. Ab 1973 war er Leiter der Arbeitsgruppe Anleitung und Kontrolle im MfS Karl-Marx-Stadt und ab 1982 Offizier für Sonderaufgaben und Leiter des Stabs, dann stellvertretender Leiter der Bezirksverwaltung Karl-Marx-Stadt.
1987 wurde Dangrieß promoviert und 1988 als Nachfolger von Dieter Lehmann Leiter der Bezirksverwaltung Gera. Während einer Dienstbesprechung beim Minister für Staatssicherheit am 31. August 1989 in Berlin fragte Erich Mielke: „Ist es so, dass morgen der 17. Juni ausbricht?“ Oberst Dieter Dangrieß antwortete darauf: „Der ist morgen nicht, der wird nicht stattfinden, dafür sind wir ja auch da.“ Wenige Wochen später wurde Dangrieß am 2. Oktober 1989 als letzter Oberst des MfS zum Generalmajor ernannt. Am 7. Dezember 1989 wurde er von seiner letzten Funktion als Leiter des Amtes für Nationale Sicherheit des Bezirkes Gera entbunden und durch Oberstleutnant Michael Trostorff ersetzt. Nach dem Ende der DDR wurde Dangrieß im Februar 1990 aus dem Dienst entlassen.